# ایسائو یاماگاتا
ایسائو یاماگاتا (انگلیسی: Isao Yamagata; ۲۵ ژوئیهٔ ۱۹۱۵ – ۲۸ ژوئن ۱۹۹۶) بازیگر اهل بریتانیا بود.
از فیلم‌ها یا برنامه‌های تلویزیونی که وی در آن نقش داشته‌است می‌توان به هفت سامورایی، دروازه جهنم، پرنسس یانگ کوی فی، قزلآلا، شورش سامورایی، گرگ تنها و توله: کالسکه بچه به سوی ایزد مرگ، ابرهای شناور، آکو روشی، و برنج اشاره کرد.